# Meru (by)
 For alternative betydninger, se Meru (flertydig). (Se også artikler, som begynder med Meru)
Meru er en by i den centrale del af Kenya med et indbyggertal på cirka 42.677 (1999) indbyggere. Byen er hovedstad i et distrikt af samme navn, og ligger ved bredden af floden Kathita.